# Maurice Vignerot
Maurice Marie Joseph Vignerot (París, 25 de novembre de 1879 – Gap, Alts Alps, 28 de setembre de 1853) va ser un jugador de croquet francès, que va competir a finals del segle xix i primers de xx. El 1900 va prendre part en els Jocs Olímpics de París en la competició de croquet, on guanyà la medalla de plata en la prova individual a dues boles.